# Karl von Wrangel
Karl Freiherr von Wrangel (28 tháng 9 năm 1812 tại Königsberg, Đông Phổ – 28 tháng 11 năm 1899 tại điền trang của con rể ông ở huyện Rothenburg, Oberlausitz) là một Thượng tướng Bộ binh của Vương quốc Phổ. Ông đã có nhiều đóng góp đến chiến thắng của Phổ trong cuộc Chiến tranh Áo-Phổ (1866) và cuộc Chiến tranh Pháp-Đức (1870 – 1871).

## Tiểu sử
Wrangel sinh vào tháng 9 năm 1812 tại tỉnh Đông Phổ. Sau khi học tại các trường thiếu sinh quân ở Culm và Berlin, ông gia nhập quân đội Phổ vào ngày 13 tháng 8 năm 1830 với quân hàm Thiếu úy trong Trung đoàn Bộ binh Cận vệ số 1, và tham dự Trường Chiến tranh Tổng hợp (hay còn gọi là Học viện Quân sự Phổ) ở kinh đô Berlin kể từ năm 1837 cho đến năm 1840.
Vào tháng 12 năm 1847, ông bị buộc phải rời khỏi quân ngũ do một cuộc đấu súng, và – sau khi được trị khỏi vết thương nặng của mình do cuộc đấu súng này gây nên – ông được trở lại phục vụ dưới quyền vị Hoàng đế tương lai Wilhelm I trong Trung đoàn Bộ binh số 1 vào tháng 3 năm 1843. Sang năm sau (1844), ông được đổi vào Cục Lượng giác học trong Bộ Tổng tham mưu. Tại đây, ông được thăng cấp Trung úy vào năm 1846. Vào tháng 4 năm 1848, khi Phổ tham chiến chống Đan Mạch trong cuộc Chiến tranh Schleswig lần thứ nhất và người chú của ông là Trung tướng von Wrangel (sau được phong cấp Thống chế) được bổ nhiệm làm Tổng tư lệnh các lực lượng Đức ở Schleswig-Holstein, ông được phái đến đây với cấp bậc Đại úy trong Bộ Tổng tham mưu Schleswig-Holstein và tham chiến trong các chiến dịch năm 1848 và 1849.
Trong cuộc chiến tranh này, ông đã được một tờ báo đặt cho cái tên là "Người đánh trống Kolding". Cái tên này xuất phát từ sự dũng cảm của ông trong một trận đánh đường phố tại thành phố Kolding dưới sự kiểm soát của quân đội Schleswig-Holstein vào ngày 29 tháng 4 năm 1849. Quân Đan Mạch tấn công Kolding và trong khi quân Schleswig-Holstein sắp sửa rút lui, Đại úy Wrangel nhảy xuống lưng ngựa, tóm lấy một cái trống và gióng trống liên hồi để thôi thúc quân sĩ tấn công đối phương. Quân Schleswig-Holstein quay lại, theo chân vị chỉ huy can trường tiến công và đánh bại được quân Đan Mạch.
Khi Phổ triệu hồi các sĩ quan của mình về nước vào tháng 4 năm 1850, Wrangel được bổ nhiệm làm Giám đốc Cục Đo đạc địa hình của Bộ Tổng tham mưu và trở lại phục vụ tiền tuyến với cấp bậc Thượng tá trong cuộc tổng động viên vào năm 1859. Giờ đây, ông được bổ nhiệm làm trung đoàn trưởng của một trung đoàn Vệ binh quốc gia (Landwehr), và đơn vị này không lâu sau đó được đổi thành Trung đoàn Bộ binh số 61 (số 8 Pommern) tại Stolp.
Sau đó, vào năm 1864, ông được ủy nhiệm chức Lữ trưởng của Lữ đoàn Bộ binh số 26 tại Münster. Sau khi cuộc Chiến tranh Áo-Phổ bùng nổ vào năm 1866, ông đã chỉ huy lữ đoàn của mình tham gia Chiến dịch Main ở miền Tây Đức. Trên cương vị là một chỉ huy độc lập, ông đã đóng một vai trò quan trọng trong các trận thắng của quân đội Phổ tại Dermbach, Kissingen, Laufach, Aschaffenburg, Tauberbischofsheim và Gerchsheim. Nhờ những công trang của ông trong cuộc chiến, ông được tặng thưởng Huân chương Quân công của Phổ.

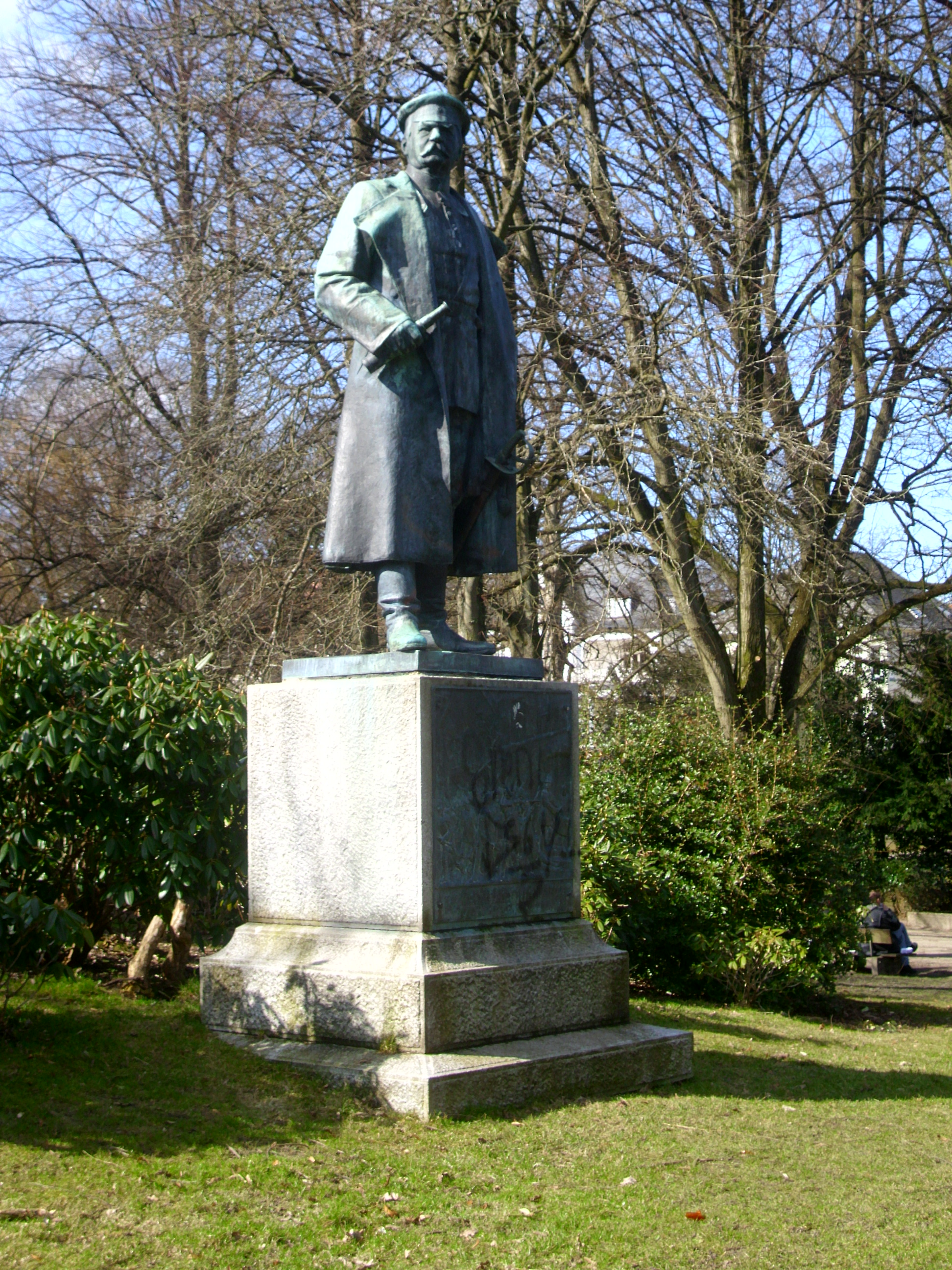
Tượng đài Wrangel tại Flensburg

Sau khi cuộc chiến tranh kết thúc với thắng lợi của Phổ, ông được lãnh chức Sư trưởng của Sư đoàn số 18 tại Flensburg và được lên quân hàm Trung tướng vào năm 1868. Trong cuộc Chiến tranh Pháp-Đức vào các năm 1870 – 1871, ông đã tham chiến trong các trận đánh quyết liệt tại Colombey-Nouilly, Mars-la-Tour và Gravelotte-St. Privat, cũng như trong cuộc vây hãm Metz cùng trận đánh chiếm Orléans. Sau chiến thắng Orléans, Vương thân Friedrich Karl Nikolaus của Phổ, Tư lệnh Tập đoàn quân số 2, đã đánh điện cho Bộ Tổng chỉ huy Đức tại Versailles: "Vinh quang trong ngày thuộc về Sư đoàn Wrangel". Do vậy, Wrangel được trao tặng Bó sồi đính kèm Huân chương Quân công của mình. Về sau, sư đoàn của ông cũng tham gia trận tấn công Le Mans vào tháng 1 năm 1871, nơi các lực lượng Đức-Phổ giành một thắng lợi quyết định.
Sau khi hòa bình được lập lại, Wrangel chỉ huy sư đoàn của mình tại Flensburg cho đến tháng 6 năm 1872, rồi được phong chức Thống đốc Posen. Vào ngày 12 tháng 12 năm 1876, ông giải ngũ với cấp bậc Thượng tướng Bộ binh. Giờ đây, ông lui về điền trang của người con rể mình, một Nam tước von Liliencron, tại huyện Rothenburg, tọa lạc tại Oberlausitz. Ở đây, ông từ trần vào ngày 28 tháng 11 năm 1899.
Vào năm 1903, tượng đài ông được xây dựng tại Flensburg và đến nay, bức tượng đài vẫn còn tồn tại (xem tấm hình bên tay phải).